# Cort Steinkamp
Cort Steinkamp (Kort Stenkamb) var en nederländsk affärsman och möjligen tecknare eller träsnittare.
Steinkamp var verksam i Stockholm på 1520-talet och av bevarade handlingar framgår att Gustav Vasa 1524 korresponderade med borgmästaren i Amsterdam i råd angående ett uppdrag till Steinkamp och Hans Kruse. Uppdraget resulterade i en större kolorerad Stockholmsbild i träsnitt med inkomponerade bilder från Stockholms blodbad 1520. Det enda kända exemplaret av detta träsnitt förstördes vid en brand 1802 och dess utseende är numera endast känt genom en efterbildning i mindre format av Dionysius Padtbrugge från 1676. Den ursprungliga förlagan för träsnittet utfördes av Steinkamp och Hans Kruse eller av någon konstnär som dessa båda anlitat. Steinkamp nämns även i Stockholms stads tänkeböcker 1528 i samband med affärsjuridiska angelägenheter. Från Padtbrugges kopia kan man se att Stockholm visas i ett fågelperspektiv och de inkomponerade bilderna framställer bland annat avrättningarna av biskoparna Mattias och Vincentius samt halshuggningen av Ribbingarna och Kristian II:s intåg i Staden. Stadsbilden är den äldsta kända bild från Stockholm men på grund av schematiseringen där man har överdrivit viktigare byggnadsverk tål den inte en detaljgranskning av Stockholms utseende på 1500-talet. 